# Mann tut was Mann kann
Mann tut was Mann kann ist eine deutsche Komödie von Marc Rothemund aus dem Jahr 2012. Die Produktion ist eine Verfilmung des Romans Man tut was man kann von Hans Rath und basiert auf einem gemeinsamen Drehbuch Raths und Rothemunds. In den Hauptrollen sind unter anderem Wotan Wilke Möhring, Jasmin Gerat, Jan Josef Liefers, Fahri Yardım und Oliver Korittke zu sehen. Die Fortsetzung Da muss Mann durch erschien 2015 und basiert ebenfalls auf dem Buch von Hans Rath.

## Handlung
Paul Schuberth ist Anfang 40, Personalleiter in einem Berliner Verlag und glaubt mit seinem Dasein als Single ganz zufrieden zu sein. Von Lisa ist er geschieden, mit Kathrin hat er eine lose Affäre. Um sein Leben zeitweise mit jemandem teilen zu können, der keine Ansprüche an ihn stellt, will sich Paul ehrenamtlich um Hunde des Tierheims kümmern. Gleich sein erster Ausgang mit dem stürmischen und angriffslustigen Rottweilermischling Fred sorgt nicht nur für Aufregung am Ententeich im Stadtpark, sondern führt auch zur Bekanntschaft mit der Tierärztin Iris Jasper, in die Paul sich umgehend verliebt. Pauls spontane Einladung zum Essen lehnt Iris ab, da sie kurz vor der Hochzeit mit ihrem Freund Timothy steht.
Sowohl bei Pauls bestem Freund, Computernerd Günther, als auch seinem Verlagskollegen, Vertriebsleiter Guido Schamski, läuft es ebenfalls nicht glatt mit dem Liebesleben. Schürzenjäger Guido wurde von seiner Ehefrau vor die Tür gesetzt, nachdem sie von seinem Verhältnis mit Katja, der Sekretärin des Verlagschefs Dr. Görges, erfuhr. So zieht Guido bei Paul ein und bringt auch Klavier und Porsche mit. Der schüchterne Günther hat sich noch nie getraut, seine Flamme Iggy auch nur anzusprechen. Eines Tages gibt er im Liebesrausch seine eigene Wohnung auf und will bei Iggy einziehen. Die Angebetete ist nicht einverstanden und so landet Günther auch in Pauls Wohnung. Die Männer-WG wird vervollständigt durch Bronko Steiner, der von Paul, nachdem dieser wegen Alkohol am Steuer seinen Führerschein verloren hat, als Chauffeur angeheuert wird. Bronko ist ein mäßig begabter Maler, der seine ganzen Mittel für eine Vernissage aufgebraucht und daher ebenfalls keine eigene Wohnung mehr hat.
Paul versucht seinen Freunden zu helfen, und während der gemeinsamen Runden an Pauls Küchentisch wird weder am Rotwein noch mit Lebensweisheiten gespart. Im Zwiespalt, sich entweder für Ehefrau oder für Katja zu entscheiden, lernt Guido Pauls Exfrau Lisa kennen und erkennt, dass sie die Frau seines Lebens ist. Günther wird, obwohl noch immer sprachlos gegenüber Iggy, dank der Unterstützung durch die Freunde, dennoch von ihr „erhört“. Paul ist inzwischen von Kathrin getrennt und lässt sich auf einen One-Night-Stand mit Kathrins Freundin Biggi ein, die sich davon die Klärung ihrer Gefühle zu ihrem Freund Rodriguez erhofft. Auch nimmt Paul den Rottweilermischling Fred aus dem Tierheim mit zu sich nach Hause.
Iris, die sich sehr zu Paul hingezogen fühlt und zweifelt, ob Timothy der Richtige ist, geht nun doch noch auf Pauls Einladung zum Essen ein. Die beiden verbringen einen langen, innigen Abend im Restaurant. Das anschließende Angebot von Iris, jetzt direkt und nur dieses eine Mal mit ihr zu schlafen, schlägt Paul aus. Am nächsten Tag ist ihm endgültig klar, wie sehr er Iris liebt, doch es scheint, es sei zu spät. Iris teilt ihm mit, dass sie am nächsten Tag Timothy heiraten werde. Kurz entschlossen rast Paul am Tag der Hochzeit mit Guidos Porsche in Richtung des Dorfes, in dem sich die Hochzeitsgesellschaft bereits feierlich in einem Schlossgarten versammelt hat. Dort soll gleich die Trauung stattfinden. Kurz vor dem Ziel geht das Benzin aus, so dass Paul das letzte Stück querfeldein zu Fuß zurücklegt und beim Durchqueren eines Baches völlig durchnässt wird. Der Zutritt zur Hochzeit wird dem patschnassen Paul, der zudem keine Einladung hat, verwehrt. Dr. Görges, der zu Pauls Überraschung in dem Moment zusammen mit Katja als Hochzeitsgast auftaucht, hilft ihm nicht. Jedoch erfährt Paul von ihm, dass Iris nicht nur Tierärztin, sondern auch Verlagserbin ist.
Guido, Günther und Bronko lassen Paul nicht im Stich. Als die drei wenig später mit Fred eintreffen kann Paul mit ihrer Hilfe über die Gartenmauer hinweg Iris seine Liebe gestehen, und die Hochzeit platzt im letzten Moment.
Im Abspann sieht man, wie Bronko und Iris’ beste Freundin Andrea sich näherkommen und Fred ist entzückt über das Auftauchen einer Hundedame.

## Rezeption

### Kritiken
Christoph Petersen von Filmstarts befand, dass sich der Film „angenehm“ von anderen deutschen Komödien wie Frisch gepresst (2012), Kein Sex ist auch keine Lösung (2011) und Resturlaub (2011) unterscheide und schrieb: „Für gute 100 Minuten ziehen wir gerne in diese Männer-WG ein – denn in Mann tut was Mann kann verhalten sich die Erwachsenen tatsächlich mal wie Erwachsene und nicht wie liebestolle Teenager. Erst im konstruierten Finale gerät der Film dann doch noch kurzzeitig ins wieder und wieder geklärte RomCom-Fahrwasser, aber da ist man sowieso schon längst auf der Seite der Rotwein-Philosophen“. Die Rheinische Post gab dem Film einen von maximal fünf erreichbaren Punkten.

### Erfolg
Mann tut was Mann kann feierte am 9. Oktober 2012 im Cinestar-Kino im Sony Center am Potsdamer Platz in Berlin Welturaufführung. Die Freigabe zur öffentlichen Vorführung erfolgte am 11. Oktober. Mit 746.017 Besuchern bis Jahresende platzierte sich die Komödie auf Platz sechs der meistgesehenen deutschen Kinoproduktionen des Jahres 2012.